# Ольховка (Комишловський район)
Ольхо́вка (рос. Ольховка) — селище у складі Комишловського району Свердловської області. Входить до складу Восточного сільського поселення.
Населення — 32 особи (2010, 46 у 2002).
Національний склад станом на 2002 рік: росіяни — 98 %.